# Nick Goepper
Nick Goepper (n. 14 martie 1994, Lawrenceburg⁠(d), Indiana, SUA) este un sportiv ce a reprezentat Statele Unite ale Americii, medaliat olimpic. A participat la o ediție a Jocurilor Olimpice (2014) în care a câștigat o medalie de bronz.

## Participări
Lista de mai jos prezintă principalele competiții la care a participat Nick Goepper de-a lungul carierei.
- freestyle skiing at the 2014 Winter Olympics – men's slopestyle[*]